# Krasnoznamensk
Krasnoznamensk (russisk: Краснозна́менск; tr. Krasnoznámensk), indtil 1938 kendt som Lasdehnen (tysk: Lasdehnen; polsk: Lasdeny; litauisk: Lazdynai) og fra 1938 til 1946 som Haselberg, er en by i Rusland. Byen ligger i Kaliningrad oblast, der er en russisk eksklave mellem Polen og Litauen. 
Krasnoznamensk ligger ved floden Šešupė, 163 kilometer nordøst for byen Kaliningrad og ca. 10 kilometer syd for grænsen til Litauen. Byen har et indbyggertal på 3.374 (2023) indbyggere. Den blev nævnt første gang i 1521 under navnet Haselpusch. Krasnoznamensk er hovedby i Krasnoznamensk rajon i Kaliningrad oblast.